# Christoph Theinert
Christoph Theinert (n. 1959) es un chelista y compositor alemán.

## Biografía
Theinert fue discípulo de Annemarie Dengler De Speermann, Antonio Janigro, Antonio Meneses, Anner Bylsma y Hidemi Suzuki. También tomó clases magistrales con Heinrich Schiff, Boris Pergamenshchikov, János Starker, entre otros. En 1996 fue profesor visitante en la Escuela de Música Toho Gakuen de Tokio.
Como solista y músico de cámara toca el repertorio base del violonchelo barroco, violonchelo piccolo y moderno. Trabaja con su hermano, el director Markus Theinert. Como compositor, la mayoría de sus piezas están destinadas a ser interpretadas en violonchelo.
Como otros artistas (por ejemplo Lukas Foss, Joaquín Rodrigo, Egberto Gismonti, Jean-Michel Jarre, Steve Reich, Philip Glass, Giovanni Sollima) Theinert busca la fusión musical y una música clásica vanguardista.
El sello Ancient Music Edition ha publicado algunas de sus interpretaciones de obras de Bach, Boccherini y Vivaldi. 